# Скит Свете Ане
Скит Свете Ане (грч. Σκήτη Αγίας Άννας) је најпознатији, највећи и најстарији светогроски скит с почетка 11. века, који се први пут помиње у неком српском документу, пре свих од многобројних данашњих скитова. Првобитно је припадао Светом Павлу, а потом је посвећен мајци Блажене Девице Марије. Већину монаха скита чинили су Срби, у периоду када је он био српски. Окружен миром и тишином, окупани светлошћу сунца, монаси овог скита у њему доживљавају визију сусрета са Богом и свецима.

## Положај
Скит Свете Ане зајено са скитом Мале Ане налази се у подножју Атоса у делу одакле почиње светогорска пустиња. Скит се налази на око 400 метара надморске висине и има преко педесет лепо уређених једноспратних и двоспратних кућа у којима живе по два или више монаха. До скита је некада било тешко доћи јер им се келије налазе на неприступачним местима, без дивљих путева и стаза, мада је данс прилаз нешто боњи.
А када коначно стигне до пустињакове келије, путник намерник треба дуго да стоји пред вратима док му их неки од монаха не отвори, због њиховог гесла да се само упорнима отварају врата, иако ови пустињаци радо примају госте, са посебном радошћу. А када приме госта, они се према њему односе тако да их угошћују најлепше што могу.

## Историја
Почеци монашког живота у Скиту Свете Ане датирају од 1007. године. Након најезде Османских гусара и пљачкаша, 1320. године монаси су напустили своја боравишта. Два и по века касније, 1572. године монаси се поново враћају у ова опустошена станишта. Оо 1700. године, патријарх Дионисије (1671-1694) обнавио скит и подигао 1752. године главни храм посвећен Светој Ани, мајци Пресвете Богородице. У административном смислу, он припада Манастиру Велика Лавра
Од његовог оснивања монаси се баве иконографијом, дрводељством, израдом крстића и црквених потрепштина, а има и сребрара и златара.
У главном храму, посвећеном Светој Ани налази се уз много мошти светаца и мумифицирано лево стопало Свете Ане.

## Преписивачка делатност у скиту
Током 17. века већина калуђера Скит Свете Ане бавило се преписивачком делатношћу, тако да је током тог периода преписалн велики број књига. Међу овим књигама истиче се;
- Минеј за сењптембар, који је преписао Јерођакон Пахомиј за манастир Милешеву, 1648. године.
- Неколико рукописа Јеромонаха Антонија и инока Михаила.
- Антонијеви преписи Србљака 1643, беседа Јована Златоустог 1652, Јерусалимског типика 1656. и октоиха 1657. године

Многа од ових дела данас су део хиландарске рукописне збирке.